# 豊中ローズ球場
豊島公園野球場（てしまこうえん やきゅうじょう）は、大阪府豊中市にある野球場。愛称：豊中ローズ球場。同市が運営管理を担っている。

## 概要
1968年（昭和43年）10月1日に開場。1994年（平成6年）から1996年（平成8年）にかけて実施された改修工事によって、ナイター施設、スタンドを備えた野球場にリニューアルされ、豊中市の市花がバラであることにちなんで、豊中ローズ球場という愛称が付けられた。1997年（平成9年）から全国高等学校野球選手権大阪大会の会場に加わった。
開場以来、高校野球や大学野球など、主にアマチュア野球の公式戦を開催。阪神甲子園球場から14kmほどの距離に位置することから、同球場で選抜高等学校野球大会や全国高等学校野球選手権大会が開かれる期間中には、近隣に宿泊する出場校の選手が練習で使用している。日本の高校球児の選抜チーム（日本代表）が出場した2015 WBSC U-18ワールドカップ（2015年8月26日 - 9月6日）では、大阪市南港中央野球場・舞洲ベースボールスタジアムと併用しながら、9月5日まで日本戦を除くグループリーグの試合の一部を開催した。
プロ野球については、開場以来一軍公式戦の開催実績がない。しかし二軍では、球場初のプロ野球公式戦として、2013年6月22日にウエスタン・リーグ公式戦のオリックス・バファローズ対阪神タイガースを開催。オリックス球団は、豊中市や近隣自治体（池田市・箕面市）などの後援を受けながら、2014年以降も毎年当球場で二軍の主催公式戦を続けている。
2012年にリーグ戦を開始した06BULLS（2012年 - 2013年は関西独立リーグ (初代)、2014年以降は関西独立リーグ (2代目)（旧・BASEBALL FIRST LEAGUE）に所属）が、年に数試合公式戦を実施していたが、2019年に予定されていた1試合が中止になってから、3年間日程に組まれなかった。チーム名が大阪ゼロロクブルズに変更された2023年の日程では4年ぶりに2試合が予定され、5月20日に最初の試合が実施された。
2023年（令和5年）11月から2024年（令和6年）11月にかけて実施された改修工事によって、施設・設備の更新、安全対策、観客席の改修などが行われ、新たに高校野球発祥の地・豊中ミュージアムが球場に併設された。

## 施設概要
- グラウンド面積：
- 両翼：95m、中堅：115m[1]
- 内野：クレー舗装、外野：天然芝
- スコアボード：磁気反転式
- 収容人員：1,188人[1]（バックネット裏：座席＜屋根付き＞、内野席：芝生席、外野席：無し）
- 照明設備：照明塔6基

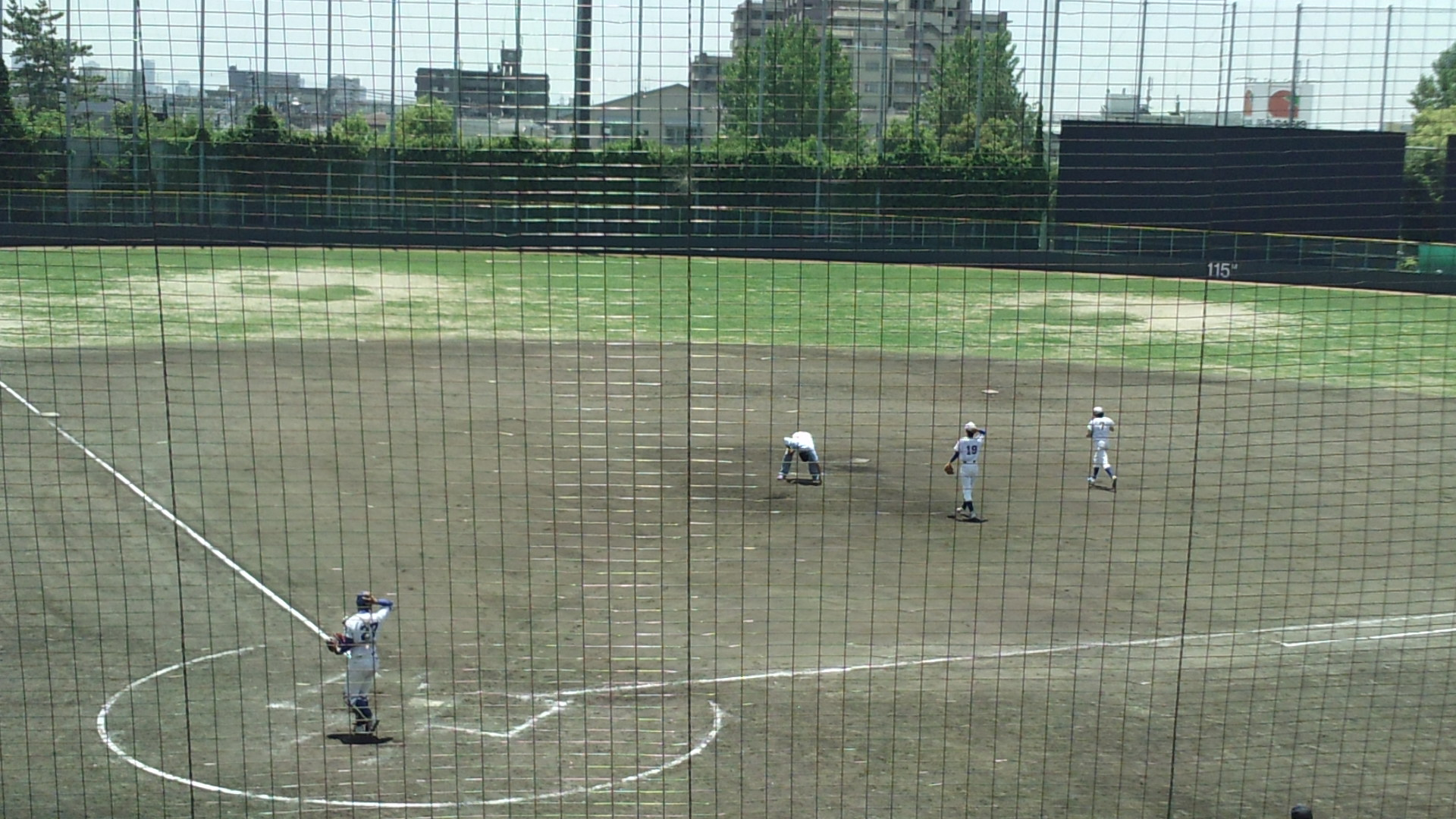
グラウンド
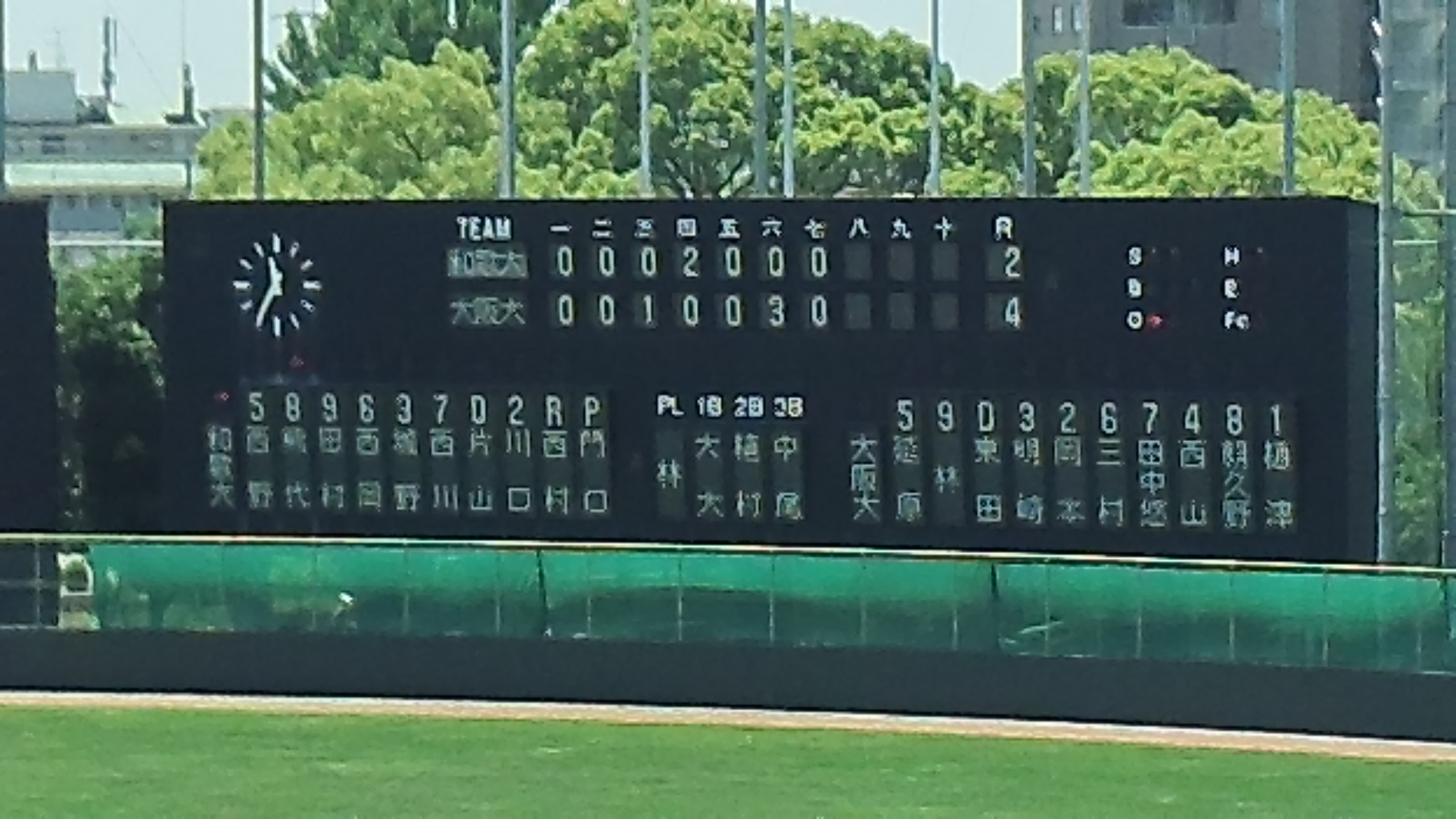
スコアボード
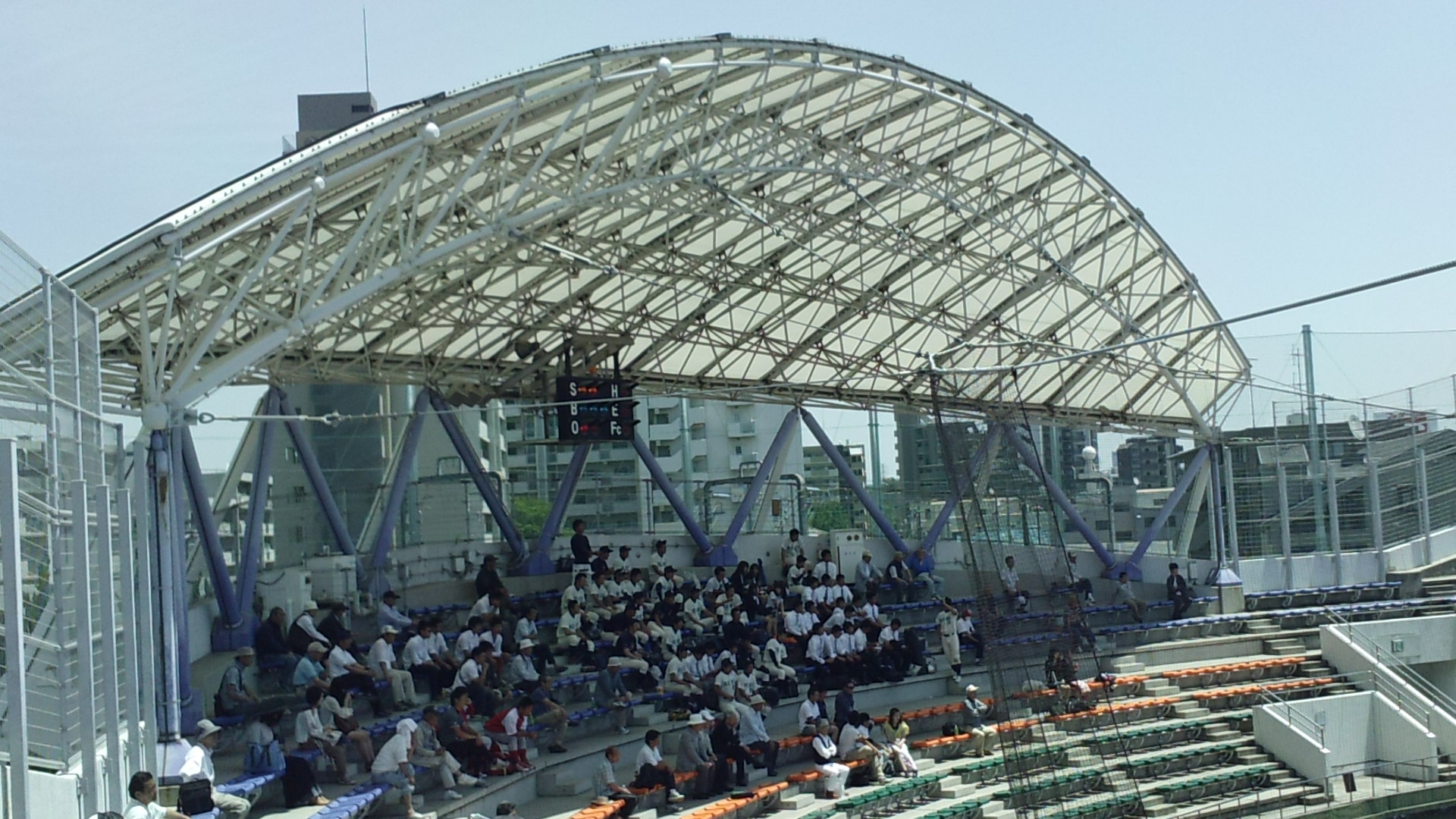
バックネット裏の座席

## 交通
- 阪急宝塚本線 曽根駅より徒歩約6分、もしくは同線服部天神駅より徒歩約10分